# Subway (fastfoodketen)

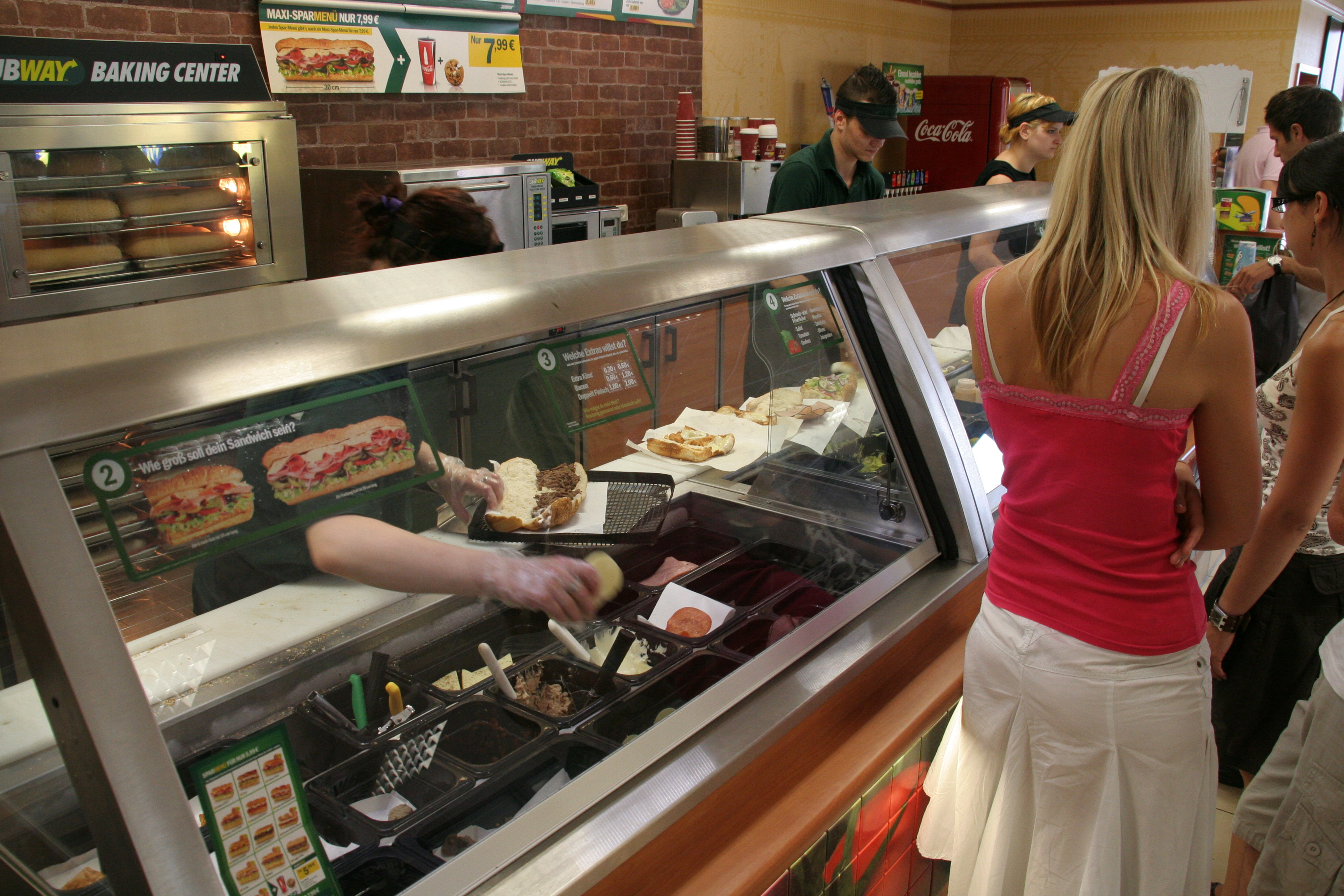
Toonbank van een filiaal in Karlsruhe

Wereldwijde Subwayvestigingen
1000 en meer
100 tot 999
10 tot 99
1 tot 9
0

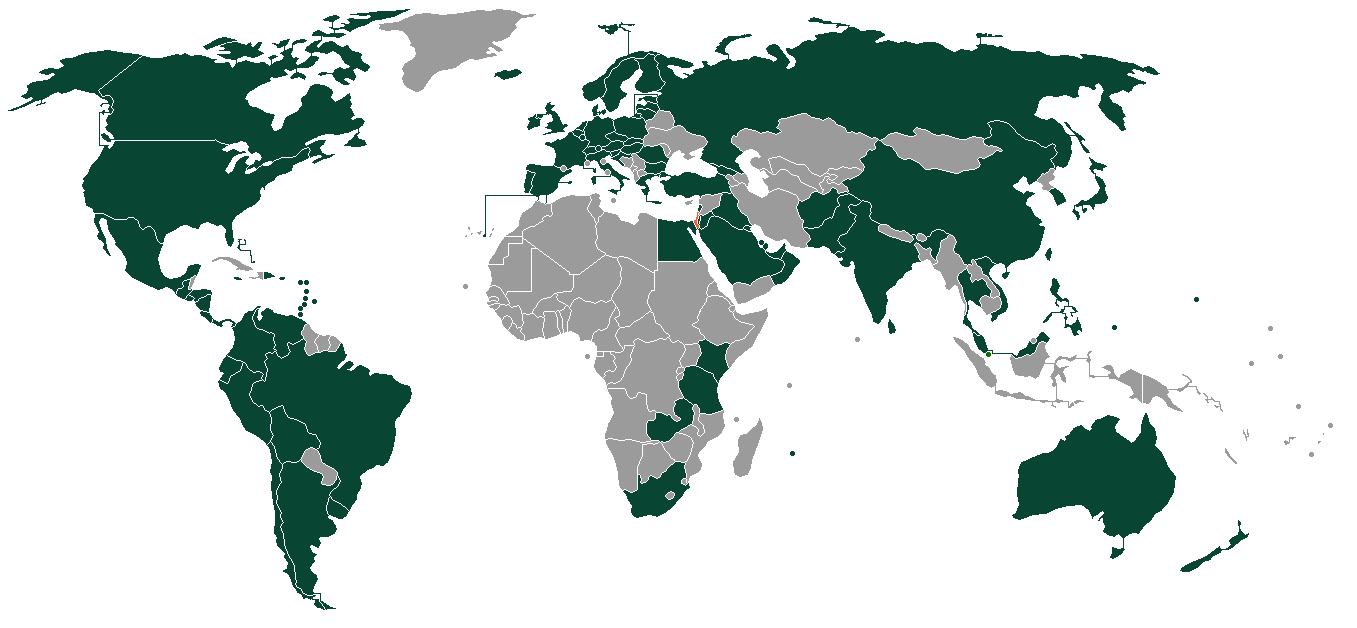
Landen met Subway restaurants
Landen met plannen voor Subway restaurants
Landen die in het verleden Subway restaurants hadden

Subway is een Amerikaanse multinationale fastfoodketen die voornamelijk sandwiches verkoopt. Het bedrijf onderscheidt zich van veel andere broodjeszaken doordat de klant zelf de sandwich kan laten samenstellen. Subway werkt met franchisenemers. Het bedrijf heeft bijna 45.000 vestigingen in alle werelddelen.

## Bedrijfsgeschiedenis
De Subwayformule werd bedacht door Fred DeLuca, die als zeventienjarige een versebroodjeszaak wilde beginnen om zijn studie geneeskunde te financieren. In 1965 leende Fred DeLuca duizend dollar van familievriend Peter Buck, waarmee hij Peter's Super Submarines in Bridgeport (Connecticut) begon. Een jaar later richtten DeLuca en Buck samen Doctor's Associates Inc. op. In het begin moest DeLuca's familie, waaronder zijn vrouw, moeder en zus, regelmatig bijspringen om de zaak draaiende te houden. Gestaag groeide het aantal zaken, tot DeLuca in 1974 de franchiseformule ontdekte. Tussen 1974 en 1978 groeide het aantal filialen tot 100. Hierna liep het aantal zaken snel op. In 1988 werd al de duizendste Subway geopend.
In 1968 werd het bedrijf omgedoopt tot Subway. In 1978 werd de eerste Subwayvestiging geopend in Fresno, Californië. De eerste Subway buiten Noord-Amerika werd geopend in Bahrein in december 1984. De eerste Subway in Nederland werd geopend in 2000 in Eindhoven. Er is ook één vestiging op Bonaire en meerdere op Aruba en op Curaçao. In 2004 opende Subway zijn eerste vestigingen in megafilialen van Walmart. In 2007 haalde het bedrijf McDonald's in qua aantal filialen in Walmartwinkels. Op 14 september 2015 overleed oprichter DeLuca op 67-jarige leeftijd aan leukemie. Hij werd opgevolgd door zijn zus Suzanne.
Sinds 2007 staat Subway in de top 500 van beste Amerikaanse franchiseondernemers van het tijdschrift Entrepreneur. In 2012 stond het op #2. Het stond ook op #2 op de 'snelst groeiende franchise' en 'wereld franchise' lijsten. Eind 2010 werd Subway de grootste fastfoodketen van de hele wereld met 33.749 vestigingen, 1012 meer dan McDonald's. In 2017 voert Subway in de hele wereld een nieuw logo in.

## Vestigingen
Subway heeft wereldwijd meer dan 43.000 vestigingen in 111 landen. Hiermee heeft het bedrijf meer filialen dan McDonald's.
- Afrika: 26 filialen in 4 landen, waarvan de meeste in Kenia (9);
- Azië: 3.123 filialen in 27 landen, waarvan de meeste in India (628), China (590), Japan (328) en Zuid-Korea (325).
- Europa: 5.577 filialen in 37 landen, waarvan de meeste in het Verenigd Koninkrijk (2401), Duitsland (678) en Rusland (608)
- Noord-Amerika: 30.255 filialen in 28 landen, waarvan de meeste in de Verenigde Staten (25.392) en Canada (3.224)
- Oceanië: 1.670 filialen in 5 landen, waarvan de meeste in Australië (1.386)
- Zuid-Amerika: 2.974 filialen in 10 landen, waarvan de meeste in Brazilië (2.093)

In Nederland heeft Subway 207 vestigingen en in België 7.
| Aantal filialen van Subway naar land | Aantal filialen van Subway naar land | Aantal filialen van Subway naar land |
| Land                                 | Filialen                             | Werelddeel                           |
| ------------------------------------ | ------------------------------------ | ------------------------------------ |
| Djibouti                             | 1                                    | Afrika                               |
| Kenia                                | 4                                    | Afrika                               |
| Mauritanië                           | 4                                    | Afrika                               |
| Tanzania                             | 4                                    | Afrika                               |
| Egypte                               | 6                                    | Afrika                               |
| Zambia                               | 8                                    | Afrika                               |
| Zuid-Afrika                          | 15                                   | Afrika                               |
| Afghanistan                          | 2                                    | Azië                                 |
| Bahrein                              | 21                                   | Azië                                 |
| China                                | 585                                  | Azië                                 |
| Filipijnen                           | 36                                   | Azië                                 |
| Hongkong                             | 34                                   | Azië                                 |
| India                                | 578                                  | Azië                                 |
| Japan                                | 426                                  | Azië                                 |
| Jordanië                             | 17                                   | Azië                                 |
| Koeweit                              | 84                                   | Azië                                 |
| Libanon                              | 9                                    | Azië                                 |
| Macau                                | 1                                    | Azië                                 |
| Maleisië                             | 208                                  | Azië                                 |
| Oman                                 | 39                                   | Azië                                 |
| Pakistan                             | 69                                   | Azië                                 |
| Qatar                                | 25                                   | Azië                                 |
| Saoedi-Arabië                        | 118                                  | Azië                                 |
| Singapore                            | 124                                  | Azië                                 |
| Sri Lanka                            | 2                                    | Azië                                 |
| Taiwan                               | 129                                  | Azië                                 |
| Thailand                             | 64                                   | Azië                                 |
| Verenigde Arabische Emiraten         | 164                                  | Azië                                 |
| Vietnam                              | 5                                    | Azië                                 |
| Zuid-Korea                           | 190                                  | Azië                                 |
| Andorra                              | 1                                    | Europa                               |
| België                               | 8                                    | Europa                               |
| Bulgarije                            | 38                                   | Europa                               |
| Cyprus                               | 3                                    | Europa                               |
| Denemarken                           | 3                                    | Europa                               |
| Duitsland                            | 635                                  | Europa                               |
| Estland                              | 10                                   | Europa                               |
| Finland                              | 154                                  | Europa                               |
| Frankrijk                            | 479                                  | Europa                               |
| Georgië                              | 5                                    | Europa                               |
| Griekenland                          | 6                                    | Europa                               |
| Hongarije                            | 15                                   | Europa                               |
| Ierland                              | 165                                  | Europa                               |
| IJsland                              | 23                                   | Europa                               |
| Italië                               | 15                                   | Europa                               |
| Kosovo                               | 1                                    | Europa                               |
| Liechtenstein                        | 1                                    | Europa                               |
| Litouwen                             | 2                                    | Europa                               |
| Luxemburg                            | 12                                   | Europa                               |
| Malta                                | 6                                    | Europa                               |
| Man                                  | 3                                    | Europa                               |
| Nederland                            | 181                                  | Europa                               |
| Noorwegen                            | 47                                   | Europa                               |
| Oostenrijk                           | 34                                   | Europa                               |
| Polen                                | 121                                  | Europa                               |
| Portugal                             | 14                                   | Europa                               |
| Roemenië                             | 31                                   | Europa                               |
| Rusland                              | 630                                  | Europa                               |
| Slovenië                             | 1                                    | Europa                               |
| Slowakije                            | 17                                   | Europa                               |
| Spanje                               | 58                                   | Europa                               |
| Tsjechië                             | 20                                   | Europa                               |
| Turkije                              | 86                                   | Europa                               |
| Verenigd Koninkrijk                  | 2235                                 | Europa                               |
| Zweden                               | 162                                  | Europa                               |
| Zwitserland                          | 44                                   | Europa                               |
| Amerikaanse Maagdeneilanden          | 7                                    | Noord-Amerika                        |
| Anguilla                             | 1                                    | Noord-Amerika                        |
| Antigua en Barbuda                   | 2                                    | Noord-Amerika                        |
| Bahama's                             | 10                                   | Noord-Amerika                        |
| Barbados                             | 2                                    | Noord-Amerika                        |
| Canada                               | 3274                                 | Noord-Amerika                        |
| Costa Rica                           | 69                                   | Noord-Amerika                        |
| El Salvador                          | 78                                   | Noord-Amerika                        |
| Grenada                              | 3                                    | Noord-Amerika                        |
| Guatemala                            | 61                                   | Noord-Amerika                        |
| Honduras                             | 27                                   | Noord-Amerika                        |
| Kaaimaneilanden                      | 6                                    | Noord-Amerika                        |
| Martinique                           | 2                                    | Noord-Amerika                        |
| Mexico                               | 1047                                 | Noord-Amerika                        |
| Nicaragua                            | 25                                   | Noord-Amerika                        |
| Panama                               | 64                                   | Noord-Amerika                        |
| Puerto Rico                          | 222                                  | Noord-Amerika                        |
| Saint Kitts en Nevis                 | 1                                    | Noord-Amerika                        |
| Saint Vincent en de Grenadines       | 2                                    | Noord-Amerika                        |
| Saint Lucia                          | 2                                    | Noord-Amerika                        |
| Verenigde Staten                     | 26789                                | Noord-Amerika                        |
| Australië                            | 1448                                 | Oceanië                              |
| Guam                                 | 14                                   | Oceanië                              |
| Nieuw-Zeeland                        | 275                                  | Oceanië                              |
| Noordelijke Marianen                 | 3                                    | Oceanië                              |
| Argentinië                           | 196                                  | Zuid-Amerika                         |
| Aruba                                | 7                                    | Zuid-Amerika                         |
| Bolivia                              | 15                                   | Zuid-Amerika                         |
| Brazilië                             | 2119                                 | Zuid-Amerika                         |
| Chili                                | 61                                   | Zuid-Amerika                         |
| Colombia                             | 372                                  | Zuid-Amerika                         |
| Curaçao                              | 9                                    | Zuid-Amerika                         |
| Dominica                             | 1                                    | Zuid-Amerika                         |
| Dominicaanse Republiek               | 9                                    | Zuid-Amerika                         |
| Ecuador                              | 49                                   | Zuid-Amerika                         |
| Jamaica                              | 3                                    | Zuid-Amerika                         |
| Namibië                              | 1                                    | Zuid-Amerika                         |
| Peru                                 | 19                                   | Zuid-Amerika                         |
| Sint Maarten                         | 1                                    | Zuid-Amerika                         |
| Suriname                             | 4                                    | Zuid-Amerika                         |
| Trinidad en Tobago                   | 45                                   | Zuid-Amerika                         |
| Uruguay                              | 20                                   | Zuid-Amerika                         |
| Venezuela                            | 183                                  | Zuid-Amerika                         |

### Hoofdkantoren
Het bedrijf werkt met de volgende hoofdkantoren:
- Milford (en nog vijf kantoren): Verenigde Staten en Canada
- Miami: Latijns Amerika
- Amsterdam: Europa
- Beiroet: Midden-Oosten
- Singapore: Oost-Azië
- Brisbane: Oceanië

## Producten
Het belangrijkste product van Subway is de sandwich. Subway verkoopt daarnaast wraps, salade, en ook gebakjes zoals koeken, donuts, cakejes en nog veel andere varianten.
Subway's bestverkochte product is de Italiaanse BMT die pepperoni, salami en ham bevat. De naam stond oorspronkelijk voor "Brooklyn Manhattan Transit" maar staat voor "Bigger, Meatier, Tastier" (groter, vleziger, smakelijker). Subway verkoopt ook ontbijtsandwiches en Engelse muffins. Sinds 2006 verkopen sommige Amerikaanse vestigingen pizza's. Deze worden in slechts 85 seconden afgebakken. In 2009 riep de restaurantgids Zagat Subway uit tot beste aanbieder van gezonde alternatieven. Subway stond ook op de eerste plaats in de categorieën "beste dienstverlening" en "populairste fastfoodketen". In alle andere categorieën kwam het bedrijf op de tweede plek na de keten Wendy's.